# De l'amour (nouvelle)
De l'amour (en russe : О любви, O lioubvi) est une nouvelle d’Anton Tchekhov.

## Historique
De l’amour est initialement publiée dans la revue russe La Pensée russe. Cette nouvelle est la suite des nouvelles L'Homme à l'étui et Les Groseilliers, le tout formant une trilogie.

## Résumé
Aliokhine part dans des considérations sur l’amour, ses raisons, en prenant l’exemple sur sa servante, la belle Pélaguéïa, qui aime Nicador le cuisinier, une « gueule d’empeigne » qui la bat quand il est saoul.
Il raconte sa jeunesse, son installation dans le domaine familial, où pour redresser une situation financière critique, il se met à travailler la terre comme un paysan. Ses seules sorties en ville sont pour siéger au tribunal comme juge de paix honoraire. Il sympathise avec le vice-président du tribunal Dmitri Louganovitch et se sent immédiatement attiré par sa femme, la jeune et belle Anna. Avec le temps, il devient un familier de la famille, il est tonton Pavel pour les enfants, il l’aime, elle l’aime, mais rien ne se passera entre eux, le poids des habitudes, la peur de l’inconnu.
Puis c’est la séparation. Dmitri est nommé dans l’Oural. À la gare, il saute dans le wagon, l’embrasse et rentre chez lui, seul. Il a laissé partir l’amour de sa vie.

## Extraits
- Aliokhine : « Les premiers temps j’avais cru pouvoir concilier facilement cette vie de labeur avec mes habitudes d’homme cultivé…..Peu à peu, je me transportai en bas, pris mes repas à la cuisine, avec les domestiques. »
- « J’étais malheureux. Chez moi aux champs, dans la grange, je pensais à elle, j’essayais de comprendre le mystère de cette femme jeune, belle, intelligente, mariée à un homme médiocre, presque un vieux. »
- « Nous connaissions de longues causeries et de longs silences, mais nous ne nous avouions pas notre amour, nous le cachions craintivement. »

## Les personnages
- Aliokhine, quarante ans, le narrateur, propriétaire.
- Dmitri Louganovitch, plus de quarante ans, vice-président du tribunal.
- Anna Louganovitch, vingt-deux ans, femme de Dmitri Louganovitch

## Édition française
- Anton Tchekhov (trad. du russe par Édouard Parayre et Lily Denis, préf. Claude Frioux), Œuvres, t. 3 : Récits (1892-1903), Paris, Gallimard, coll. « Bibliothèque de la Pléiade » (no 223), 1971, 1040 p. (ISBN 2-07-010628-4), « De l'amour »